# 도깨비사초
도깨비사초(Carex dickinsii)는 벼목 사초과에 속하는 여러해살이풀이다.

## 사진

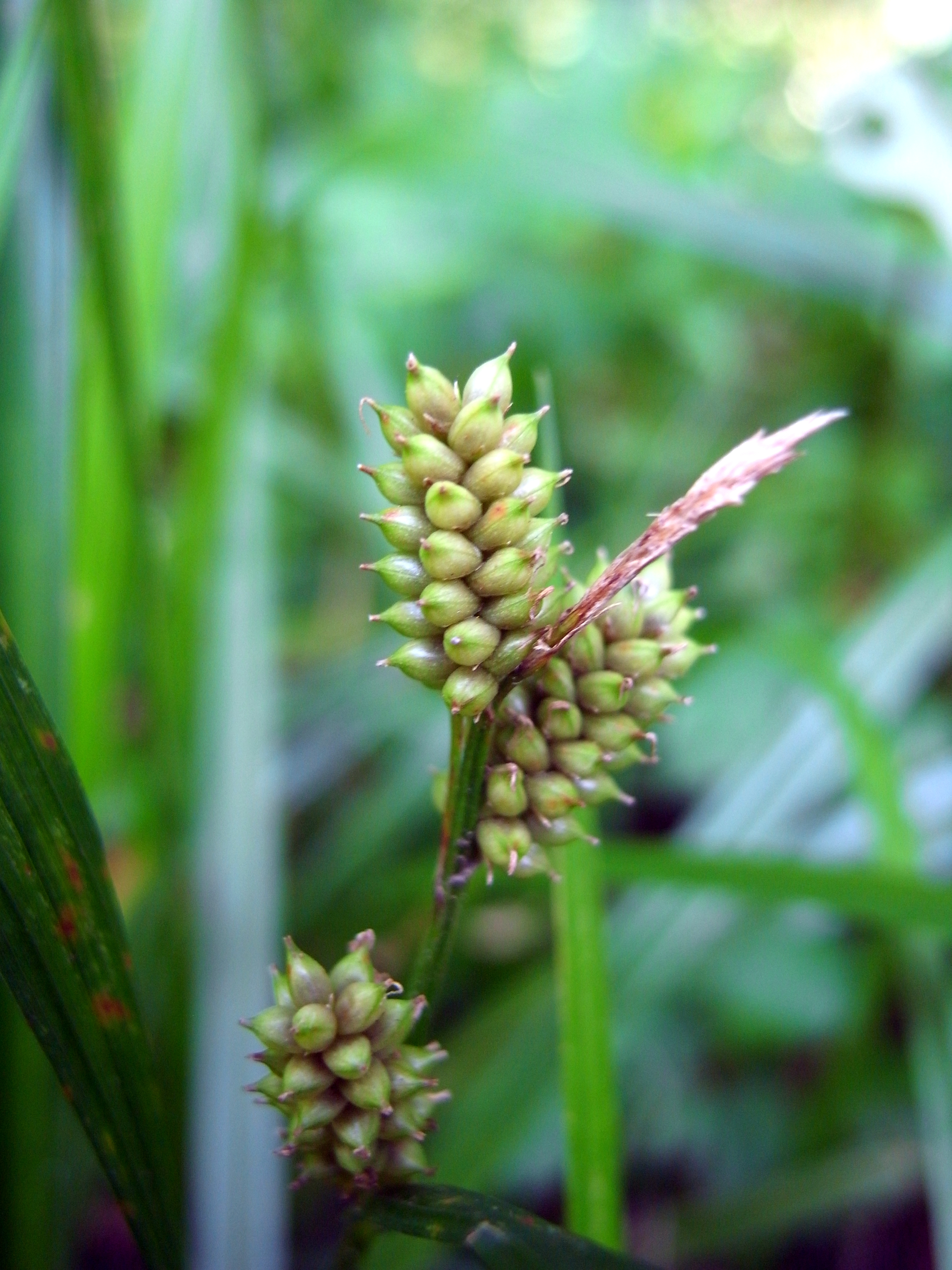
꽃

## 같이 보기
- 사초속의 종 목록